# Domenico Della Maria

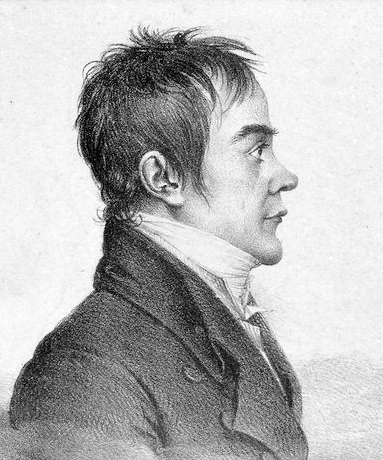
Domenico Della Maria. Litografia di Godefroy Engelmann.

Domenico Della Maria (Marsiglia, 14 giugno 1769 – Parigi, 9 marzo 1800) è stato un musicista e compositore francese virtuoso di mandolino e compositore di opere liriche.

## Biografia
Era figlio di genitori italiani. Suo padre Domenico era un suonatore di mandolino itinerante, che con la moglie e gli amici formava una compagnia di musicisti: mandolinisti, chitarristi e cantanti. Durante le loro peregrinazioni visitarono Marsiglia, dove il loro modo di suonare e cantare attrasse più dell'attenzione ordinaria. Questo successo indusse Domenico e la moglie a stabilirsi in questa città, dove per la prima volta iniziarono ad insegnare i loro strumenti, e li nacque Domenico. Sin da piccolo gli fu insegnato a suonare il mandolino e pochi anni dopo iniziò a suonare il violoncello. Iniziò ad esibirsi in pubblico come un bambino prodigio su entrambi gli strumenti. Quando aveva diciotto anni, compose la sua prima opera, rappresentata nel teatro della sua città natale. Questo lavoro causo grande impressione tra i musicisti di Marsiglia, in cui trovarono il marchio del genio. Dopo questo successo, Della Maria viaggiò in Italia come mandolinista e violoncellista e non continuò lo studio della musica fino a quando, qualche anno dopo, venne influenzato da Giovanni Paisiello a Napoli. Lì ottenne un ingaggio come violoncellista e mandolinista nell'orchestra della Cappella Reale, sotto la direzione di Paisiello. Della Maria si rese conto immediatamente delle sue carenze di teoria musicale e composizione e studiò diligentemente sotto Paisiello per un periodo considerevole. Ciò diede inizio ad un'amicizia permanente tra i due. Paisiello manifestò più che interesse comune per il suo talentuoso allievo, virtuoso del mandolino, mostrò il suo apprezzamento per il valore musicale dello strumento, impiegandolo nella sua opera, Il barbiere di Siviglia, che era stata composta qualche anno prima a San Pietroburgo.
Della Maria, si trattenne in Italia per circa dieci anni, durante l'ultima parte dei quali scrisse opere per numerosi teatri secondari italiani. Compose sei opere, di cui tre di discreto successo, e una delle rimanenti, Il maestro di capella, straordinaria. La sua popolarità diede fama al suo autore. Nel 1796, Della Maria tornò a Marsiglia, e più tardi quell'anno a Parigi. Era assolutamente sconosciuto, ma in breve tempo la sua reputazione divenne tale che si ritrovò ospite dei più rinomati circoli letterari e musicali. Il poeta, Alexandre Duval (1767–1842), scrisse un articolo sul Decade Philosophique, elogiando il giovane artista, e pochi anni dopo i due divennero intimi amici. Duval afferma che uno dei suoi amici personali, al quale era stato presentato Della Maria, gli chiese di scrivere un poema per il musicista. Duval, agendo sul suggerimento del suo amico, prese un appuntamento con Della Maria. Questo incontro si rivelò l'inizio di un'amicizia produttiva. Nelle parole di Duval, l'espressione classica, piena di anima di Della Maria e il suo contegno naturale e originale ispirarono una fiducia nel poeta che si rivelò del tutto giustificata. Duval aveva appena terminato Le prisonnier (Il prigioniero), che era stato commissionato per il Théâtre national de l'Opéra-Comique, tuttavia, il desiderio di gratificare la richiesta di Della Maria lo convinse a scrivere un'opera. Dopo alcune modifiche e aggiunte, Duval trasformò il lavoro in una commedia lirica. Entro otto giorni dal ricevimento del libretto, Della Maria compose la musica. Gli artisti dell'opera erano così entusiasti del lavoro durante le prove che il suo successo era assicurato. Fu eseguita il 29 gennaio 1798 e l'opera fu pubblicata da Breitkopf & Härtel a Lipsia. Il successo diffuse il nome di Della Maria in tutta la Francia come compositore operistico di fama, poiché immediatamente pubblicò altre sei opere, grandi favorite tra i parigini.

Il brillante successo de Le prisonnier, era dovuto a due cause primarie, la prima delle quali era la melodiosità e la semplicità delle parti vocali, sotto un'abile orchestrazione debitamente servile e sottomessa, mentre il secondo fattore era la sua scelta più fortunata di artisti responsabili dei personaggi principali. Le attrici, Mile St. Aubin e Mile Dugazon, trovarono nell'opera, parti adeguate alle loro disposizioni naturali, e i loro nomi furono diffusi in tutta la Francia dalle loro interpretazioni.
In questa opera, Della Maria non assunse concezioni straordinarie e potenti, ma il suo stile era originale e questa individualità era evidente in tutte le sue composizioni. Sfortunatamente, il suo stile tese ad indebolirsi in molte delle sue ultime opere. Godette di un grande successo con: L'Oncle Valet e Le Vieux Château, ou la Rencontre, ma Jacquot, ou l'École des mères (1798) e La Maison du marais, ou Trois ans d'absence ebbero entrambe vita breve. La Fausse Duegne (La falsa moglie) fu lasciata incompiuta a causa della sua improvvisa morte e nel 1802 venne completata da Blangini.
Queste opere furono scritte nel giro di quattro anni, e in questo breve periodo Della Maria sembra avesse esaurito tutte le sue risorse. Essendo geniale e socievole, aveva molti amici. Duval, il poeta, era uno dei più sinceri. Si erano accordati di andare in pensione insieme, con l'intenzione di scrivere una nuova opera, quando Della Maria morì il 9 marzo 1800, cadendo per strada in rue St. Honoré. Fu assistito in una casa adiacente da un estraneo di passaggio, ma spirò alcune ore dopo senza riprendere conoscenza. Non potendo ottenere alcuna traccia della sua identità, la polizia avviò indagini e passarono diversi giorni prima che i suoi amici potessero essere informati del triste evento. Aveva trentadue anni quando morì, un musicista giovane e geniale.
Della Maria fu un virtuoso del mandolino per il quale scrisse molti pezzi e, come il suo maestro, Paisiello, ne fece un uso frequente nelle sue partiture orchestrali. Molte delle sue composizioni ecclesiastiche furono pubblicate da Costallat, a Parigi, e lasciò molte opere inedite, composte da pezzi da chiesa e strumentali, e sonate per mandolino, che, assieme al suo mandolino e violoncello, furono conservate nella casa dei suoi genitori a Marsiglia.

## Opere
- Le Prisonnier, ou la Ressemblance, commedia in un atto in prosa mista a canto, libretto di Alexandre Duval, musica di Della Maria, Parigi, Théâtre national de l'Opéra-Comique Salle Favart, 29 gennaio 1798
- Le Vieux Château, ou la Rencontre, commedia in un atto in prosa mista a canto, libretto di Alexandre Duval, musica di Della Maria, Parigi, théâtre Feydeau, 15 marzo 1798
- Jacquot, ou l'École des mères, commedia in 2 atti in prosa mista a canto, libretto di Jean-Baptiste-Denis Despré e Claude Joseph Rouget de Lisle, musica di Della Maria, Parigi, salle Favart, 28 maggio 1798
- L'Opéra-comique, commedia in un atto in prosa mista a canto, libretto di Emmanuel Dupaty e Joseph-Alexandre de Ségur, musica di Della Maria, Parigi, salle Favart, 9 luglio 1798
- L'Oncle Valet, commedia in un atto in prosa mista a canto, libretto di Alexandre Duval, musica di Della Maria, Parigi, théâtre Feydeau, 8 dicembre 1798
- La Maison du marais, ou Trois ans d'absence, libretto di Alexandre Duval, musica di Della Maria, Parigi, salle Favart, 8 novembre 1799